# Egidia
Egidia – imię żeńskie pochodzenia greckiego, żeński odpowiednik imienia Egidiusz, które funkcjonuje w Polsce przede wszystkim w formie Idzi. Patronem tego imienia jest św. Idzi i inni święci o tym imieniu. To imię nosiły córki królów szkockich, np. Roberta II.
Egidia imieniny obchodzi 10 stycznia, 7 lutego, 23 kwietnia, 14 maja i 1 września.